# Scariola
Scariola är ett släkte av korgblommiga växter. Scariola ingår i familjen korgblommiga växter.
Kladogram enligt Catalogue of Life:
| Scariola | \| \| Scariola albertoregalis \| \| \| \| \| \| Scariola amaurophyton \| \| \| \| \| \| Scariola exigua \| \| \| \| |
|          | \| \| Scariola albertoregalis \| \| \| \| \| \| Scariola amaurophyton \| \| \| \| \| \| Scariola exigua \| \| \| \| |
|          | Scariola albertoregalis                                                                                             |
|          | |
|          | Scariola amaurophyton                                                                                               |
|          | |
|          | Scariola exigua |
|          | |